# Nanping (stadsdelsdistrikt i Nan'an)
Nanping (kinesiska: 南坪) är ett stadsdelsdistrikt i sydvästra Kina. Det ligger i stadsdistriktet Nan'an i storstadsområdet Chongqing, omkring 2 kilometer söder om det centrala stadsdistriktet Yuzhong. Söder och öster om stadsdelsdistriktet (南坪街道) finns en köping, Nanping zhen (南坪镇).  